# Zamach w Kampali (2010)
 Zamach w Kampali – atak terrorystyczny w stolicy Ugandy, który miał miejsce wieczorem 11 lipca 2010. W wyniku zamachu zorganizowanego przez somalijską islamistyczną organizację Asz-Szabab powiązaną z Al-Kaidą, zginęły 74 osoby, a 70 odniosło obrażenia.

## Tło
W 2006 armia Etiopii dokonała interwencji w Somalii podczas tamtejszej wojny domowej. Po wyjściu tych wojsk z Somalii, bojówki Asz-Szabab wypowiedziały wojnę nowemu rządowi. W obliczu nowej sytuacji międzynarodowe wojska misji AMISOM pozostały w Somalii. 6100 żołnierzy ugandyjskich (łącznie z burundyjskimi pod dowództwem Ugandy) stacjonuje w Somalii w ramach misji Unii Afrykańskiej AMISOM. 5 lipca rząd Ugandy zdecydował się wysłać dodatkowych 2 tys. wojskowych. Wojsko te chroni głównie pałac prezydencki w Mogadiszu i w wyniku tego dochodzi do częstych starć z rebeliantami.
Szebabowie grozili zamachami na Ugandę za wysłanie żołnierzy z tego kraju do Somalii. 9 lipca lider Szebabów Sheikh Mukhtar Robow ostrzegł Ugandę oraz Burundi przed atakami, z powodu obecności ich wojsk w Somalii.

## Zamach
Terroryści zdetonowali dwie bomby w miejscach gdzie ludzie oglądali finał Mistrzostw Świata w piłce nożnej. Pierwsza bomba wybuchła Ethiopian Village w Kabalagali pad Kampalą o 22:25 (21:25 czasu polskiego). Eksplozja pochłonęła życie 15 osób.
Drugi atak składający się z podwójnej eksplozji nastąpił o 23:18 czasu lokalnego (22:18 czasu polskiego) w Kyadondo Rugby Club w dzielnicy Nakawa. Zginęło co najmniej 49 osób, oglądających mecz piłki nożnej. Porozrywane ciała ofiar sugerowały, iż był to zamach samobójczy. Po zamachach znaleziono kamizelkę z ładunkami wybuchowymi, która nie eksplodowała.
Początkowo liczba ofiar według ugandyjskiej policji wynosiła 64, jednak później podniosła się do 74.
Dziesięciu zabitych pochodziło z Etiopii, bądź Erytrei. Wśród zabitych była także obywatel Indii, obywatelka Irlandii, Amerykanin, a także Kenijczyk. Wśród rannych było sześciu metodystów.

## Reakcje
Somalijska bojówka terrorystyczna potwierdziła zorganizowanie zamachu. Przedstawiciele ugrupowania powiedzieli, iż osiągnęli cel zabijając chrześcijan w stolicy wroga. Był to pierwszy zamach somalijskich rebeliantów poza rodzimym krajem. 12 lipca Szejk Ali Rage Mohamud powiedział, iż kontynuując islamski obowiązek nikt nie powstrzyma ich od ataków w dowolnym miejscu. Podziękował mudżahedinom, za przeprowadzenie zamachu. Zagroził, iż jeśli wojska międzynarodowe nie wycofają się z Somalii, podobne ataki się powtórzą.

### Międzynarodowe reakcje
- Chile - rząd Chile potępił zamach w sposób zdecydowany. Przypomniał, iż Uganda wspiera Unię Afrykańską i Narody Zjednoczone w misji stabilizacji i rozwoju Somalii[15].
- Stany Zjednoczone - prezydent Barack Obama powiedział, że Al-Kaida chce traktować Afrykę jako swoją bazę[16].

### AMISOM
Po zamachach Unia Afrykańska zdecydowała się wzmocnić kontyngent AMISOM w Somalii o dodatkowych 4 tys. żołnierzy. W 2010 stacjonowała tam 6100 żołnierzy z Ugandy i Burundi. Nowi żołnierze mają pochodzić z Gwinei i Dżibuti.